# Merlin EZ
Le Merlin EZ est un avion biplace ultraléger canadien destiné à la construction amateur.

## Développement
Le Merlin a été dessiné en 1986 par John Burch pour les besoins de son école de pilotage en Ontario, au Canada, après une longue étude auprès des pilotes de bush canadiens pour déterminer au plus près leurs besoins. Le prototype a effectué son premier vol en 1987. Cet appareil a été produit en série à partir de 1990 sous forme de kits pour les constructeurs amateurs et commercialisé par différentes entreprises.

## Description
C’est un monoplan à aile haute contreventée, biplace côte à côte à train classique fixe. Il dispose d’un fuselage en tubes d’acier au chrome-molybdène avec revêtement entoilé et d’une voilure reposant sur un longeron en aluminium et des nervures en résine. Cette voilure, facilement repliable, est dotée de fentes de bord de fuite assurant une remarquable hypersustentation. Cet avion, normalement équipé d’un train à roues, peut facilement recevoir des flotteurs ou des skis comme la plupart des avions de brousse canadiens. L’appareil peut être assemblé en 350 heures et recevoir tout moteur Continental ou Rotax de 65 à 100 ch. Un moteur automobile Subaru modifié est également disponible,.

## Les versions
- Macair Industries, Baldwin, Ontario, a été la première entreprise à commercialiser le Merlin Sport.
- Merlin Aircraft, à Muskegon, Michigan, dirigée par John Burch, a ensuite assuré la production du Merlin GT, équipé d’un moteur Rotax 582 ou 618.
- Blue Yonder Aviation, entreprise canadienne installée à Indus Winter Airport, Calgary, Alberta acheta les droits et l'outillage à Merlin Aircraft, en difficulté financière, et poursuit la production de l'avion sous la désignation Merlin EZ. Ce modèle était vendu en 2005 au prix FOB Calgary de 24 627 U$ avec un Rotax 582 de 65 ch et 37 425 U$ avec un Rotax 912S de 100 ch.
- Aerocomp, entreprise de Floride, cherchait en 1994 un avion pour présenter en vol ses flotteurs Super Floats et fit l’acquisition d’un Merlin GT. Satisfaite, elle commercialise depuis aux États-Unis l'Aerocomp Merlin, Blue Yonder fournissant les kits.